# Идентичност (социални науки)
Вижте пояснителната страница за други значения на Идентичност.
Идентичността е общ термин, използван в социалните науки, за да се опише индивидуалното разбиране на човек за себе си, като отделна същност. Макар че терминът е общ, може да се каже, че той най-много се отнася до психологията и социологията и особено до социалната психология.
Психологическата идентичност подхранва чувството на индивида за собствена цялостност. Тя му помага да изпитва чувство за самотъждественост, постоянност, перспективност и непрекъснатост. Идентичността е това, което прави индивида цялостен Аз, различен от другите, но същевременно и свързан с тях. Индивидуално, идентичността предполага една реалистично развита Аз-концепция, свързана с овладяването на средата на различни нива и социалното признаване на индивида в обществото. Различните измерения на идентичността предполагат чувството за единство на различните его-състояния и чувството за принадлежност към дадена общност. Тъй като индивидът не съществува самостоятелно, той изгражда идентичността си, чрез своята принадлежност към различни групи.

## Идеята на Ериксън за идентичността
Идеите на Ерик Ериксън за идентичността са отчасти базирани на голяма част от идеите на Фройд. Ериксън определя като първоизточник на идентичността културно значимото достижение. Основна идея в развитието на теорията за идентичността на Ериксън е: „Идентичността е субективно чувство за укрепваща тъждественост и непрекъснатост“. За нея не трябва да се мисли като за група от приетите от индивида роли. Смисълът на идентичността по-скоро се съдържа в сумарното съчетание на различните възможности и идентификации на индивида. Идентичността не е неизменна структура, тя се развива и променя още от раждането и не спира до края на човешкия живот.
| „ | Съзнателното чувство за това, че имаш лична идентичност, се основава на две едновременни наблюдения: възприятието на собствената тъждественост и континуитета на личното съществуване във времето и пространството и възприятието на факта, че другите приемат тази тъждественост и континуитет… Его-идентичността, обаче засяга нещо повече от простия факт на съществуването; това е Его-качеството на това съществуване. Следователно его-идентичността в субективния си аспект е съзнанието за факта, че в методите за его-синтез има тъждественост и континуитет – стилът на собствената индивидуалност, и този стил съществува едновременно с тъждествеността и континуитета на значението, което имаме за значимите други в непосредствената общност на хората. | “ |

 – По Ериксън, 1996, стр. 76.

## Развитие на идентичността
Първата проява на идентичността можем да открием още от първия ден на взаимоотношенията между майката и детето, в една атмосфера на взаимно доверие. Идентичността в ранното детство е пряко свързана с автономността, според Ериксън. Тя изразява една рамка на събитията „тук и сега“, която постепенно се преодолява и впоследствие се развива едно чувство за самоинициативност. С настъпването на ранната училищна възраст се заражда и новата структура на идентичността, която е обвързана с желанието за създаване и чувството за малоценност. В този период детето си задава въпроси, като: „Кой съм аз?“; „Защо съществувам?“; „Какъв е моят път?“. Ериксън вярва в амбивалентността на идентичността.
Ериксън очертава и възможностите за развитие на негативна идентичност. Отчуждението от другите често е белег на негативната идентичност. То е свързано с желанието за бягство от интимните връзки, породено от страха на индивида, да не изгуби своята идентичност. Често индивида, (и в частност – детето) с негативна идентичност, среща трудност да построи планове за бъдещето. Често тези трудности са обвързани с недоверието, породено от идеята и от тревожността, че с времето може да се случи нещо, което да промени плановете или да им попречи. Лицата с негативна идентичност често бягат от отговорност. Това е свързано с невъзможността на индивида да обективизира собствените си способности, което поражда трудност да се съсредоточи върху определена дейност. Съществува и друга възможност за развитие на негативна идентичност, а именно съзнателният избор на отрицателна идентичност. Той често е противоположността на очакванията за идентичност, които имат другите за индивида. Така лицето прави опит да запази собственото си пространство, от налагането на чуждите идеи, желания, цели и идеали.

## Смущения в идентичността
Според Ериксън, има различни характеристики, изразяващи някакви смущения в идентичността. Една от тези характеристики е свързана с объркаността и загубата на перспектива. Тя е базирана на недоверието и може да доведе до регресия към ранното детство, където липсва засиленото чувство за време. Друга характеристика е свързана с усещането за несъответствия между Аз-а, в очите на другите, и собственото самосъзнание. Често тези несъответствия довеждат до пренебрежение към мнението и оценките на другите, както и до загубата на самоуважение и появата на недоверие в себе си и собствените си възможности. Изключването на възможността за свободното движение между различните роли (ролева фиксираност), също е белег на определени смущения в идентичността. Основна характеристика за такъв тип смущения е и бисексуалното объркване, което е свързано с недоценяването и неприемането на собствената полова идентичност. Това, естествено, се отразява сериозно и върху развитието на способностите за интимност.
Джеймс Марсия (1980) продължава идеите на Ериксън. Неговата цел е да разкрие различните предпоставки и последствия, свързани с идентичността. Той разграничава четири основни ориентации на Его идентичността:
- Размита идентичност – тя е характерна за ранната и подрастващата възраст, тъй като се приема за най-простия статус на личността. Детето не приема някакви ясни убеждения и ценности, не преживява определена криза.
- Преждевременна идентичност – такъв тип идентичност се сформира под натиска на родителите. Децата, притежаващи този тип идентичност, не могат да вземат самостоятелни решения и обикновено стават последователи на един от родителите, приемат неговите идеи и защитават неговата ценностна идеология, без да достигат до самостоятелност. Често изпадат в невротична зависимост. За такъв тип личности често по-нататък са характерни конформизма и авторитарността. Те избягват стреса, не харесват промените и често се обръщат към другите.
- Мораторий – в този период настъпва нормативния кризис. Детето още не е направило своя избор и продължава да търси идентичността си. Изследва различни варианти във времето, като се надява да открие своето място. Децата с тази ориентация се характеризират с непостоянност, неспокойствие и неудовлетвореност.
- Зряла идентичност – Детето е преживяло своя кризис и е достигнало до избор. Тази ориентация дава чувство за вътрешен мир. Всички цели и перспективи са реалистични. Детето започва да се приема такова, каквото е. Новите избори, свързани със самоактуализацията, често крият тревоги относно бъдещето на този избор – дали е осъществим, достижим.[4]

## Полова идентичност
Първоначално детето прави разлика между половете, на базата на външни признаци, като прическа, облекло, глас, а не на основата на телесни признаци. Усещането за устойчива полова принадлежност се появява около третата година от живота на детето. Цялостният образ за тази принадлежност се развива между петата и седмата година.
Дори едногодишните деца могат да различат мъжко от женско лице, което говори, че осъзнаването на пола започва в много ранна възраст. Около 5-6-годишна възраст децата започват да разпознават пола по генетичните признаци.